# Podgórze Rudawskie
Podgórze Rudawskie (czes. Podkrušnohorská oblast) – makroregion w północno-zachodnich Czechach, część podprowincji Kraina Rudaw (czes. Krušnohorská subprovincie).

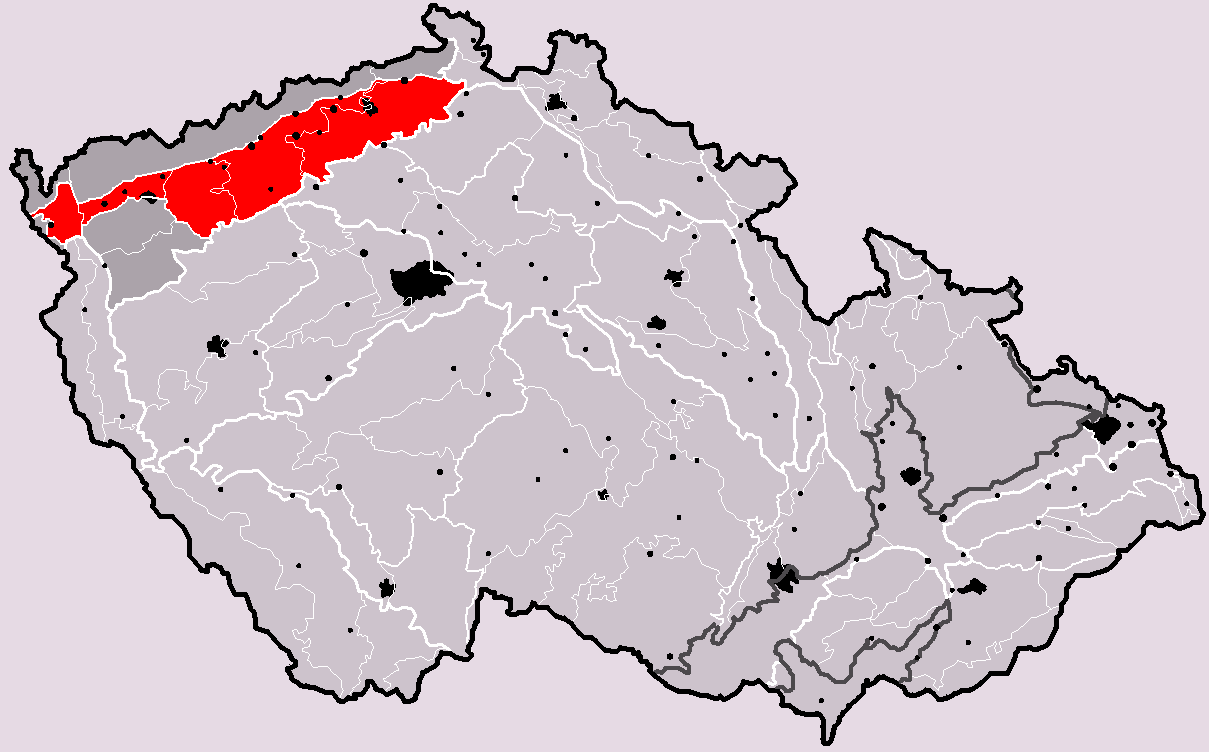
Położenie Podgórza Rudawskiego

Podgórze Rudawskie graniczy od zachodu i północy z Wyżyną Rudawską, na wschodzie z Sudetami Zachodnimi, od południa z Płytą Północnoczeską, Płytą Środkowoczeską, Wyżyną Berounki i Wyżyną Karlowarską, a od południowego zachodu z Krainą Szumawską.
Podgórze Rudawskie rozciąga się w kierunku WSW-ENE na długości ok. 175 km, jego powierzchnia wynosi ok. 3349 km².
Administracyjnie leży w kraju karlowarskim i usteckim, w północno-zachodnich Czechach. Chebská pánev sięga również na obszar Niemiec (Bawarii).
W nieckach Podgórza znajdują się złoża węgla brunatnego. W zachodniej części występują wyziewy dwutlenku węgla oraz źródła mineralne (Františkovy Lázně, Karlovy Vary).
Podgórze Rudawskie leży w dorzeczu Łaby. Większą część odwadnia Ochrza (czes. Ohře), lewy dopływ Łaby. Północną część odwadniają inne dopływy, jak Bílina i Ploučnice, a południową część Doupovskich hor Střela, dopływ Berounki, która wpada do Wełtawy, dopływu Łaby.
Na tym obszarze leżą następujące miejscowości:
- Cheb
- Sokolov
- Karlovy Vary
- Kadaň
- Chomutov
- Most
- Teplice
- Ústí nad Labem

Podgórze Rudawskie dzieli się na pięć części, są to:
- Chebská pánev
- Sokolovská pánev
- Doupovské hory
- Mostecká pánev
- České středohoří.